# Pootie Tang
Pootie Tang è un film del 2001 diretto da Louis C.K.

## Trama
Pootie Tang, un donnaiolo disinvolto, nato in una piccola città al di là di Gary (Indiana). La sua vita viene segnata dalla morte della madre "Momma Dee" e subito dopo quella del padre "Daddy Tang". Poco prima della morte di suo padre sbranato da un gorilla durante il suo turno in acciaieria, suo figlio , riceve da lui una cintura magica, con la quale, come suo padre, dovrebbe combattere contro i criminali. Da adolescente, Pootie diventa un noto musicista, facendo campagne per l'interesse dei bambini e, come desiderava suo padre, combattendo i malfattori con l'aiuto della cintura. L'amministratore delegato della LecterCorp, Dick Lecter, nota l'impatto positivo che Pootie Tang ha sulla società e l'impatto negativo sul profitto della sua azienda. Dopo che il suo scagnozzo Dirty Dee è stato cacciato fuori città dagli amici di Pootie, Lecter usa la prostituta Ireenie per sedurre Pootie Tang ed ottenere un accordo con la LecterCorp. Il piano ha successo e il nome di Pootie viene utilizzato su prodotti non salutari come bottiglie di alcol, sigarette e cornflakes malsani. I suoi fan si allontanano da lui. Di conseguenza, Pootie cerca di trovare se stesso e viaggia in una fattoria remota. Lì ha una visione di suo padre che gli dice che la cintura magica è una cintura normale e sta sconfiggendo il male con il bene che è in lui. Poco prima di sposare la figlia dello sceriffo locale, Biggie Shortie, scopre che Dick Lecter vuole aprire il primo ristorante di hamburger alla griglia. Ritorna in città per combattere di nuovo il male. Pootie riesce a sconfiggere tutti gli scagnozzi della LecterCop e Dick Lecter stesso. Quest'ultimo lascia LecterCorp e diventa un attore. Ireenie, si allontana dal male, prendendosi cura dei bambini tossicodipendenti e Pootie Tang e Biggie Shortie stanno pianificando il loro matrimonio.

## Distribuzione
- 29 giugno 2001 negli Stati Uniti
- 2 luglio 2002 in Ungheria
- 15 marzo 2002 in Finlandia